# 디자이닝 우먼
《디자이닝 우먼》(Designing Woman)은 미국에서 제작된 빈센트 미넬리 감독의 1957년 영화이다. 그레고리 펙 등이 주연으로 출연하였고 도어 쉐어리 등이 제작에 참여하였다.
이 영화는 아카데미 각본상을 받았다.

## 출연

### 주연
- 그레고리 펙
- 로렌 바콜

### 조연
- 돌로레스 그레이
- 샘 레빈
- 톰 헬모어
- 미키 쇼네시
- 제시 화이트
- 척 코너스
- 에드워드 플랫
- 엘비 무어
- 캐롤 베아지
- 잭 콜

## 기타
- 협력프로듀서: 조지 웰스
- 의상: 헬렌 로즈